# Maghnes Akliouche
Maghnes Akliouche, född 25 februari 2002 i Tremblay-en-France, är en fransk fotbollsspelare som spelar för Monaco.

## Klubbkarriär
Maghnes Akliouche inledde sin seniorkarriär i Monacos B-lag år 2020. Han debuterade i dess A-lag 2021. Akliouche har representerat Frankrike på olika ungdomsnivåer sedan 2022. Vid olympiska sommarspelen 2024 i Paris ingick han i det franska laget som tog silver efter att ha förlorat finalen mot Spanien.